# Maciej Rataj
Maciej Rataj, né le 19 février 1884 à Chłopy en Autriche-Hongrie et mort le 21 juin 1940 à Palmiry en Pologne, est un homme d'État et écrivain polonais.